# Anceu (fill de Licurg)
Segons la mitologia grega, Anceu (grec antic: Ἀγκαῖος) va ser un heroi, fill de Licurg (o de Posidó) i d'Astipalea. Va ser pare d'Agapènor, que va dirigir les tropes d'Arcàdia a la Guerra de Troia.
Va participar en l'expedició dels argonautes, contra l'opinió de la seva família, que li va amagar les armes. Va sortir de casa seva vestit amb una pell d'os i armat només d'una labris (λάβρυς, 'destral de doble tall'). També va ser un dels participants de la cacera del Senglar de Calidó. Quan la fera estava acorralada va matar Hileu, i Anceu també va morir a causa dels ullals de la fera.